# Własjewo (rejon kaliniński)
Własjewo (ros. Власьево) – wieś (dieriewnia) w Rosji, w obwodzie twerskim, w rejonie kalinińskim. W 2010 liczyła 19 mieszkańców.